# Битка при Фано
Битката при Фано се е състои през 271 г. в покрайнините на днешния град Фано в Италия между армиите на алеманите и на римляните, водени лично от император Аврелиан.
След поражението си в битката при Плаценция този път римляните извоюват победа. Новината донася голямо облекчение в Рим и е повод за празненства.